# 무사 제네포
무사 제네포(프랑스어: Moussa Djenepo, 1998년 6월 15일 ~ )는 말리의 프로 축구 선수로, 벨기에 프로 리그 클럽 스탕다르 리에주와 말리 국가대표팀에서 임대되어 쉬페르리그 클럽 안탈리아스포르에서 윙어 또는 레프트백으로 활약하고 있다.

## 구단 경력

### 스탕다르 리에주
2017년 1월 31일, 제네포는 스탕다르 리에주에 임대되어 옵션으로 입단했다. 2017년 5월 30일, 클럽은 그의 바이아웃 조항을 발동하여 이적을 영구화했다. 2017년 8월 27일, 벨기에 프로 리그에서 클뤼프 브뤼허에 4-0으로 패하며 스탕다르 리에주에서 프로 데뷔 전을 치렀다. 제네포는 2018년 3월 11일, 베르슬루이스 아레나에서 열린 오스텐더와의 원정 경기에서 첫 골을 넣으며 3-2 승리를 거뒀다.
2018년 3월 17일, 제네포는 메흐디 카르셀라와 교체되어 출전했는데, 스탕다르 리에주가 연장전 끝에 헹크를 1-0으로 꺾고 2018년 벨기에 컵 결승전에서 우승하며 UEFA 유로파리그 본선에 진출했다.

### 사우샘프턴
2019년 6월 13일, 제네포는 프리미어리그 클럽 사우샘프턴과  4년 총액 1,400만 파운드의 계약을 체결했다. 2019년 8월 24일, 그는 브라이턴 & 호브 앨비언과의 경기에서 2-0으로 승리한 사우샘프턴 소속으로 첫 골을 넣었다. 제네포는 셰필드 유나이티드와의 경기에서 1-0으로 승리하며 클럽의 두 번째 골을 넣었고, 2019년 9월 이달의 골로 선정되었다. 2020년 3월 7일, 그레이엄 스콧이 경기장 모니터를 확인한 후 제네포는 뉴캐슬 유나이티드와의 경기에서 레드카드를 받았다. 제네포는 그 시즌에 다시는 출전하지 않았다.
2020년 9월 12일, 제네포는 크리스털 팰리스와의 경기에서 시즌 첫 경기를 치렀고, 77분 윌 스몰본과 교체되어 출전했다. 제네포는 2020년 10월 4일, 웨스트브로미치 앨비언과의 경기에서 2020-21년 시즌 첫 골을 넣으며 2-0으로 승리했다. 2021년 1월 4일, 제네포는 근육 부상을 입고 전반전 리버풀과의 경기에서 1-0으로 승리하는 과정에서 퇴장당했다. 2021년 3월 20일, 제네포는 본머스와의 FA컵 경기에서 0-3으로 승리하며 시즌 두 번째 골을 넣었다.
제네포는 2021년 8월 14일, 에버턴과의 경기에서 3-1로 패한 2021-22년 시즌 첫 경기에 출전했다. 제네포는 캠페인 기간 동안 16경기에 출전하는 데 그쳤고 클럽에서 득점도 기록하지 못했다.
2022년 8월 6일, 제네포는 토트넘 홋스퍼와의 경기에서 시즌 첫 경기를 치렀다. 2022년 9월 14일, 사우샘프턴은 제네포가 2025년까지 3년 계약을 새로 맺었다고 발표했다. 2023년 1월 11일, 제네포는 맨체스터 시티와의 EFL컵 경기에서 2-0으로 승리하는 골을 넣었다.

### 스탕다르 리에주로의 복귀
2023년 9월 5일, 제네포는 약 300만 파운드에 달하는 미공개 이적료로, 스탕다르 리에주와 3년 계약을 체결했다.

#### 안탈리아스포르로의 임대
2024년 7월 12일, 제네포는 안탈리아스포르에 한 시즌 동안 옵션으로 임대되어 입단했다.

## 국가대표팀 경력
제네포는 말리 U-20 국가대표팀의 유소년 국가대표로, 2017년 아프리카 U-20 네이션스컵에 출전했다.
제네포는 2017년 10월 3일에 말리 국가대표팀에 처음으로 소집되었다. 그는 10월 6일, 코트디부아르와의 2018년 FIFA 월드컵 예선 경기에서 무득점으로 데뷔 전을 치렀다. 2019년 3월 23일, 제네포는 남수단과의 2019년 아프리카 네이션스컵 예선 홈 경기에서 득점을 기록했지만 3-0으로 승리했다.
그는 이집트에서 열리는 2019년 아프리카 네이션스컵에 참가했다.